# Tuffi ai campionati mondiali di nuoto 2007 - Piattaforma 10 metri maschile
La gara dei tuffi dalla piattaforma 10 metri maschile dei campionati mondiali di nuoto 2007 è stata disputata il 24 e 25 marzo presso il Melbourne Sports and Aquatic Centre di Melbourne.
La gara, alla quale hanno preso parte 32 atleti, si è svolta in tre turni, in ognuno dei quali l'atleta ha eseguito una serie di sei tuffi.
La competizione è stata vinta dal tuffatore russo Gleb Gal'perin, mentre l'argento e il bronzo sono andati rispettivamente a Zhou Lüxin e Lin Yue entrambi cinesi.

## Programma
| Data          | Ora   | Turno        |
| ------------- | ----- | ------------ |
| 24 marzo 2007 | 18:30 | Eliminatorie |
| 25 marzo 2007 | 12:00 | Semifinale   |
| 25 marzo 2007 | 17:00 | Finale       |

## Podio
| Posizione | Atleta         | Nazionalità |
| --------- | -------------- | ----------- |
| Oro       | Gleb Gal'perin | Russia      |
| Argento   | Zhou Lüxin     | Cina        |
| Bronzo    | Lin Yue        | Cina        |

## Risultati

### Preliminari
I migliori 18 punteggi accedono alla semifinale
| Pos. | Atleta                | Nazionalità   | Punti  | Note |
| ---- | --------------------- | ------------- | ------ | ---- |
| 1    | Zhou Lüxin            | Cina          | 537.60 | Q    |
| 2    | Gleb Gal'perin        | Russia        | 502.05 | Q    |
| 3    | Lin Yue               | Cina          | 461.90 | Q    |
| 4    | Alexandre Despatie    | Canada        | 460.05 | Q    |
| 5    | Anton Zacharov        | Ucraina       | 435.15 | Q    |
| 6    | Bryan Nickson Lomas   | Malaysia      | 428.35 | Q    |
| 7    | Rommel Pacheco        | Messico       | 424.80 | Q    |
| 8    | Sascha Klein          | Germania      | 421.20 | Q    |
| 9    | Dmitrij Dobroskok     | Russia        | 416.70 | Q    |
| 10   | Vadzim Kaptur         | Bielorussia   | 414.00 | Q    |
| 11   | José Antonio Guerra   | Cuba          | 407.70 | Q    |
| 12   | Gareth Jones          | Gran Bretagna | 400.40 | Q    |
| 13   | Cassius Duran         | Brasile       | 396.10 | Q    |
| 14   | Peter Waterfield      | Gran Bretagna | 394.00 | Q    |
| 15   | Peter Hill            | Australia     | 390.50 | Q    |
| 16   | Riley McCormick       | Canada        | 387.65 | Q    |
| 17   | Scott Robertson       | Australia     | 382.80 | Q    |
| 18   | Francesco Dell'Uomo   | Italia        | 382.45 | Q    |
| 19   | Thomas Finchum        | Stati Uniti   | 382.00 |      |
| 20   | Aljaksandr Varlamaŭ   | Bielorussia   | 376.65 |      |
| 21   | Heiko Meyer           | Germania      | 372.60 |      |
| 22   | Omar Ojeda            | Messico       | 371.00 |      |
| 23   | David Boudia          | Stati Uniti   | 367.45 |      |
| 24   | Hugo Parisi           | Brasile       | 364.05 |      |
| 25   | Husaini Noor          | Indonesia     | 351.10 |      |
| 26   | Constantin Popovici   | Romania       | 342.20 |      |
| 27   | Yitaek Oh             | Corea del Sud | 321.90 |      |
| 28   | Kim Jin-yong          | Corea del Sud | 305.60 |      |
| 29   | Víctor Ortega         | Colombia      | 304.00 |      |
| 30   | Cornel Nelu Ardeleanu | Romania       | 225.40 |      |
| 31   | Orkhan Ahmadov        | Azerbaigian   | 211.90 |      |
| -    | Hovhannes Avtandilyan | Armenia       |        | DNF  |

### Semifinale
I migliori 12 punteggi accedono alla finale
| Pos. | Atleta              | Nazionalità   | Punti  | Note |
| ---- | ------------------- | ------------- | ------ | ---- |
| 1    | Zhou Lüxin          | Cina          | 558.20 | Q    |
| 2    | Gleb Gal'perin      | Russia        | 525.00 | Q    |
| 3    | Lin Yue             | Cina          | 504.70 | Q    |
| 4    | Alexandre Despatie  | Canada        | 504.55 | Q    |
| 5    | Bryan Nickson Lomas | Malaysia      | 469.90 | Q    |
| 6    | Peter Waterfield    | Gran Bretagna | 462.90 | Q    |
| 7    | Francesco Dell'Uomo | Italia        | 451.75 | Q    |
| 8    | Dmitrij Dobroskok   | Russia        | 451.40 | Q    |
| 9    | Vadzim Kaptur       | Bielorussia   | 429.50 | Q    |
| 10   | Rommel Pacheco      | Messico       | 420.55 | Q    |
| 11   | Riley McCormick     | Canada        | 414.05 | Q    |
| 12   | José Antonio Guerra | Cuba          | 399.25 | Q    |
| 13   | Sascha Klein        | Germania      | 395.60 |      |
| 14   | Anton Zacharov      | Ucraina       | 394.35 |      |
| 15   | Gareth Jones        | Gran Bretagna | 384.80 |      |
| 16   | Cassius Duran       | Brasile       | 374.30 |      |
| 17   | Peter Hill          | Australia     | 371.70 |      |
| 18   | Scott Robertson     | Australia     | 330.50 |      |

### Finale
| Pos.    | Atleta              | Nazionalità   | Punti  | Note |
| ------- | ------------------- | ------------- | ------ | ---- |
| Oro     | Gleb Gal'perin      | Russia        | 554.70 |      |
| Argento | Zhou Lüxin          | Cina          | 519.15 |      |
| Bronzo  | Lin Yue             | Cina          | 513.70 |      |
| 4       | Dmitrij Dobroskok   | Russia        | 499.90 |      |
| 5       | Rommel Pacheco      | Messico       | 488.05 |      |
| 6       | José Antonio Guerra | Cuba          | 477.80 |      |
| 7       | Bryan Nickson Lomas | Malaysia      | 469.25 |      |
| 8       | Alexandre Despatie  | Canada        | 453.75 |      |
| 9       | Vadzim Kaptur       | Bielorussia   | 428.05 |      |
| 10      | Peter Waterfield    | Gran Bretagna | 419.70 |      |
| 11      | Riley McCormick     | Canada        | 405.30 |      |
| 12      | Francesco Dell'Uomo | Italia        | 401.65 |      |